# John Kiplimo Lelei
John Kiplimo Lelei (ur. 15 sierpnia 1958 w Soy) – kenijski duchowny katolicki, biskup pomocniczy Eldoret w latach 2024-2025, biskup Kapsabet od 2025  

## Życiorys
Święcenia kapłańskie otrzymał 26 października 1985 i został inkardynowany do diecezji Eldoret. Pracowął głównie jako duszpasterz parafialny, był także wykładowcą na uczelniach w: Gabie (2003–2004), Kobujoi (2004–2009) oraz w seminarium w Tindinyo (2003–2017). W 2017 został rektorem seminarium w Nairobi, a w 2023 objął funkcję wikariusza generalnego diecezji.
27 marca 2024 papież Franciszek mianował go biskupem pomocniczym diecezji Eldoret, ze stolicą tytularną Mons in Numidia. 
25 maja 2024 otrzymał święcenia biskupie w Eldoret. Udzielił mu ich arcybiskup Hubertus van Megen.  
10 lipca 2025 papież Leon XIV mianował go pierwszym biskupem nowo utworzonej diecezji Kapsabet.   